# Frans Lion Cachet
Frans Lion Cachet (Amsterdam, 28 januari 1835 - Bergen op Zoom, 27 november 1899) was een Nederlands predikant en schrijver.

## Biografie
Lion Cachet werd geboren te Amsterdam als zoon van Joodse ouders. Op 30 september 1849 werd hij in de Noorderkerk van Amsterdam tot het christendom gedoopt, beïnvloed door zijn leermeester en idool Isaäc da Costa. Na zijn opleiding aan het Schotse seminarie was hij een korte tijd werkzaam onder Ds. Hermanus Willem Witteveen in Ermelo en vertrok hij op 6 april 1858 als zendeling naar Zuid-Afrika, in de hoop bij de Nederduits Gereformeerde Kerk in dienst te treden. Hij stuitte echter op moeilijkheden met het diploma dat hij aan het Schotse seminarie had behaald, dat als onvoldoende werd geacht. Op 28 september 1858 trouwde hij met IJda Johanna Jacoba van Reenen.
Op 28 november 1862 werd hij uiteindelijk toch gelegitimeerd als predikant van de Nederduits Gereformeerde Kerk. Lion Cachet was in Zuid-Afrika in verschillende gemeentes werkzaam, waaronder Kaapstad, Ladysmith, Utrecht en Villiersdorp. In de Zuid-Afrikaansche Republiek (Transvaal) maakte hij zich sterk voor het handhaven van de Gereformeerde Kerk tegenover de vorming van de zelfstandige Hervormde Kerk. Ook pleitte hij met succes voor het invoeren van Geloftedag als nationale feestdag van Transvaal.

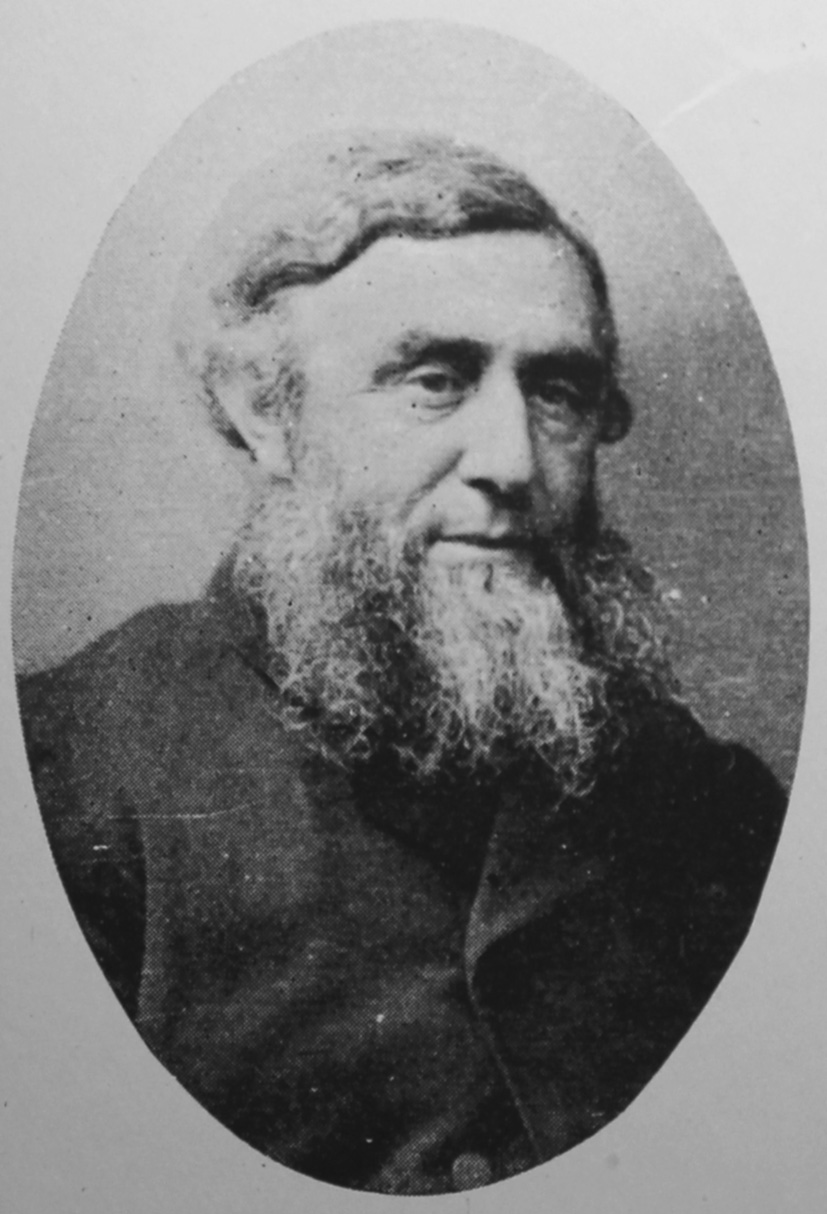
Cachet omstreeks 1885

In 1875 en 1876 verbleef hij in Nederland, waarop hij weer terugkeerde naar Villiersdorp. In 1876 stichtte hij de gemeente Amersfoort in Transvaal en 1880 de gemeente Ermelo, vernoemd naar het dorp van zijn leermeester Witteveen. Datzelfde jaar keerde hij terug naar Nederland, waar hij in 1883 het belangrijke historische schrift De Worstelstrijd der Transvalers aan het Volk van Nederland verhaald schreef. In 1891 en 1892 reisde hij door Midden-Java, waar hij de synode van de Gereformeerde Kerken inspecteerde. Zijn reis door Java publiceerde hij in 1896 in boekvorm.
In zijn laatste jaren bepleitte hij de belangen van de Transvalers. Hij overleed in 27 november 1899 in Bergen op Zoom, daar aanwezig om een bijeenkomst over het in oorlog verkerende Transvaal bij te wonen.